# Laconia (New Hampshire)
Pour les articles homonymes, voir Laconia.
Laconia est une ville des États-Unis située dans l'État du New Hampshire. Elle est le siège du comté de Belknap. Elle est située entre le lac Winnipesaukee et le lac Winnisquam. Lors du recensement de 2010, sa population s’élevait à 15 951 habitants.